# Schloss Reichenau

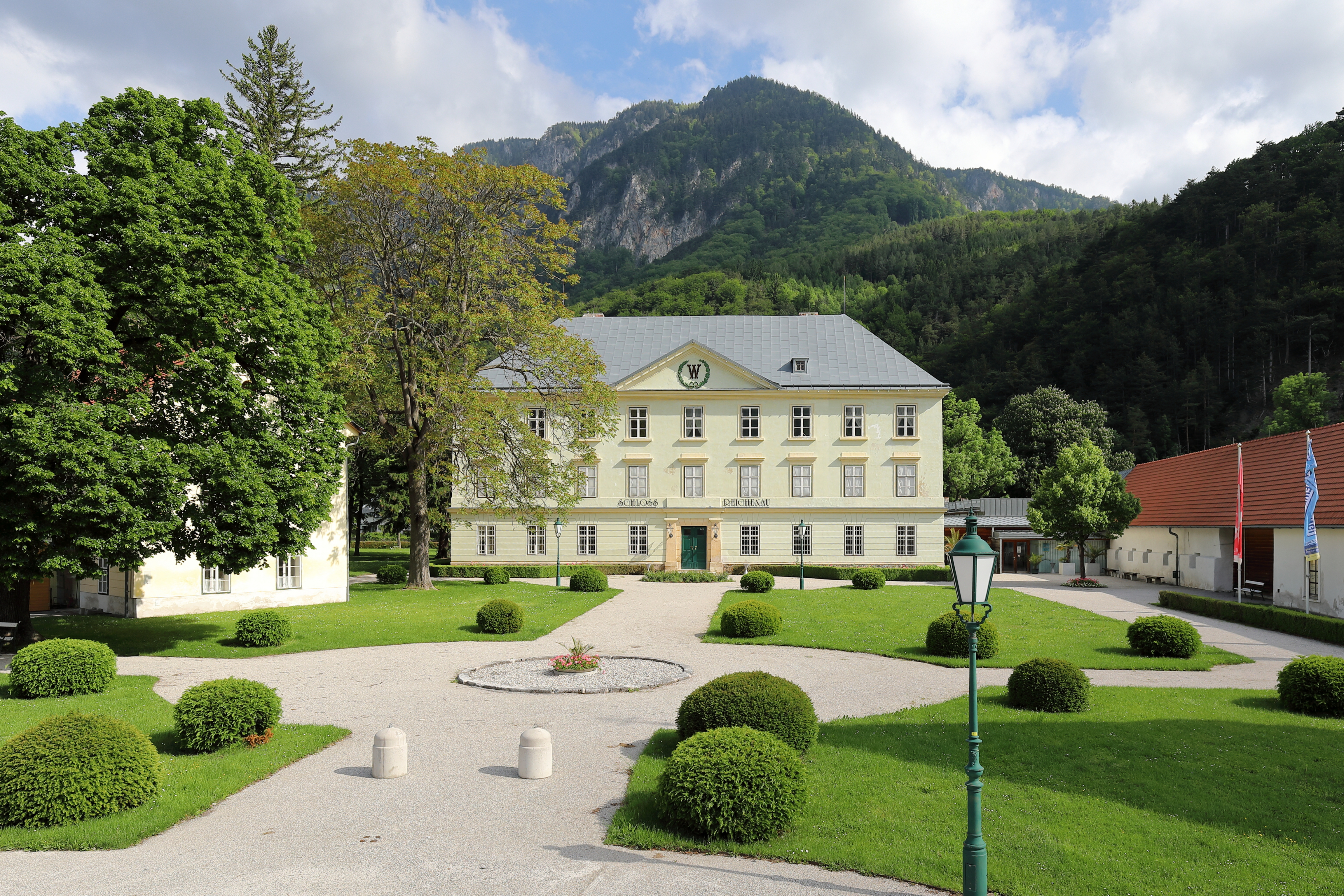
Südansicht des Schlosses

Das Schloss Reichenau in der Marktgemeinde Reichenau an der Rax ist eine ausgedehnte Anlage, welche sich aus einer ehemaligen vierseitigen Anlage um einen Rechteckhof entwickelt hat. Die Gesamtanlage steht unter Denkmalschutz (Listeneintrag).

## Geschichte
Das Schloss Reichenau wurde um 1190 unter den Herren von Stuppach-Klamm an einer Flussschlinge der Schwarza errichtet (Veste Reichenau). Der Sitz der Herrschaft Reichenau wurde im Jahr 1256 erstmals urkundlich erwähnt, als adelige Dienstleute der Herren von Pitten-Klamm die Eigentumsrechte erwarben. Diese Eigentumsrechte wurden im Jahr 1311 an die Brüder Fallbach weiter veräußert. Herzog Otto der Fröhliche kaufte 1333 die Herrschaft Reichenau und das Schloss und schenkte das Schloss dem Stift Neuberg. Die Zisterziensermönche waren über 450 Jahre in Reichenau ansässig. Wegen des günstigen Klimas verbrachten mehrere Neuberger Äbte oft lange Zeit im Schloss Reichenau. Im Jahre 1784 ging die Herrschaft Reichenau in das Eigentum der Innerberger Hauptgewerkschaft über, die das Schloss als Amtssitz und Wohnung für hohe Beamte nutzte. 
Die letzte Eigentümerin Margarethe Bader-Waissnix errichtete im Jahr 1992 eine Stiftung zu Gunsten der Gemeinde Reichenau. Der Zweck der Stiftung ist die Errichtung eines Kulturzentrums. In Entsprechung dieser Stiftung war im Jahr 2003 das Schloss Reichenau der Hauptausstellungsort der Niederösterreichischen Landesausstellung. Auch im Jahre 2004 konnte mit einer großen Eisenbahnausstellung zum Jubiläum 150 Jahre Semmeringbahn unter dem Motto Faszination Semmeringbahn eine Ausstellung gezeigt werden.